# Stefan Bastyr

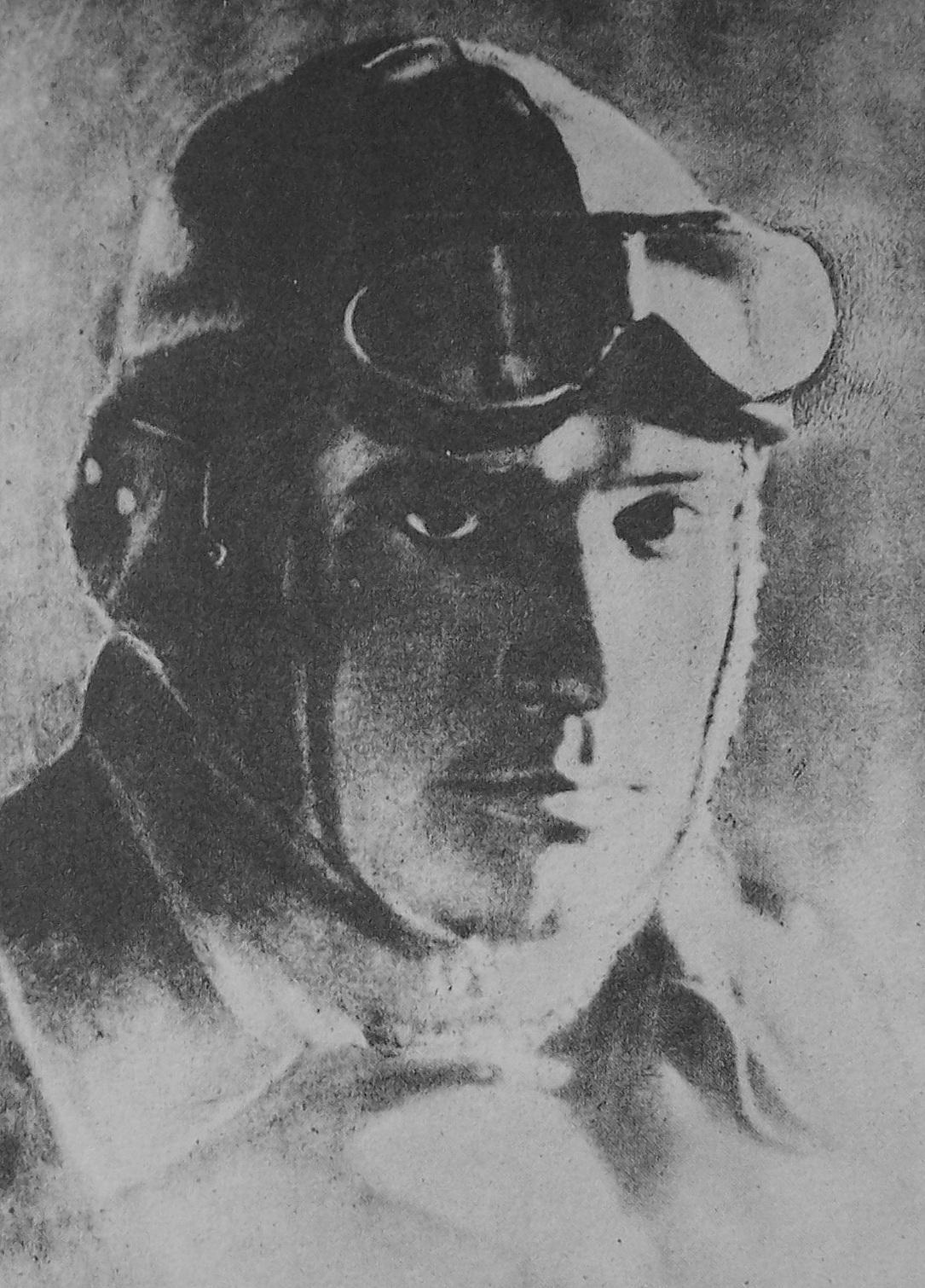
Stefan Bastyr

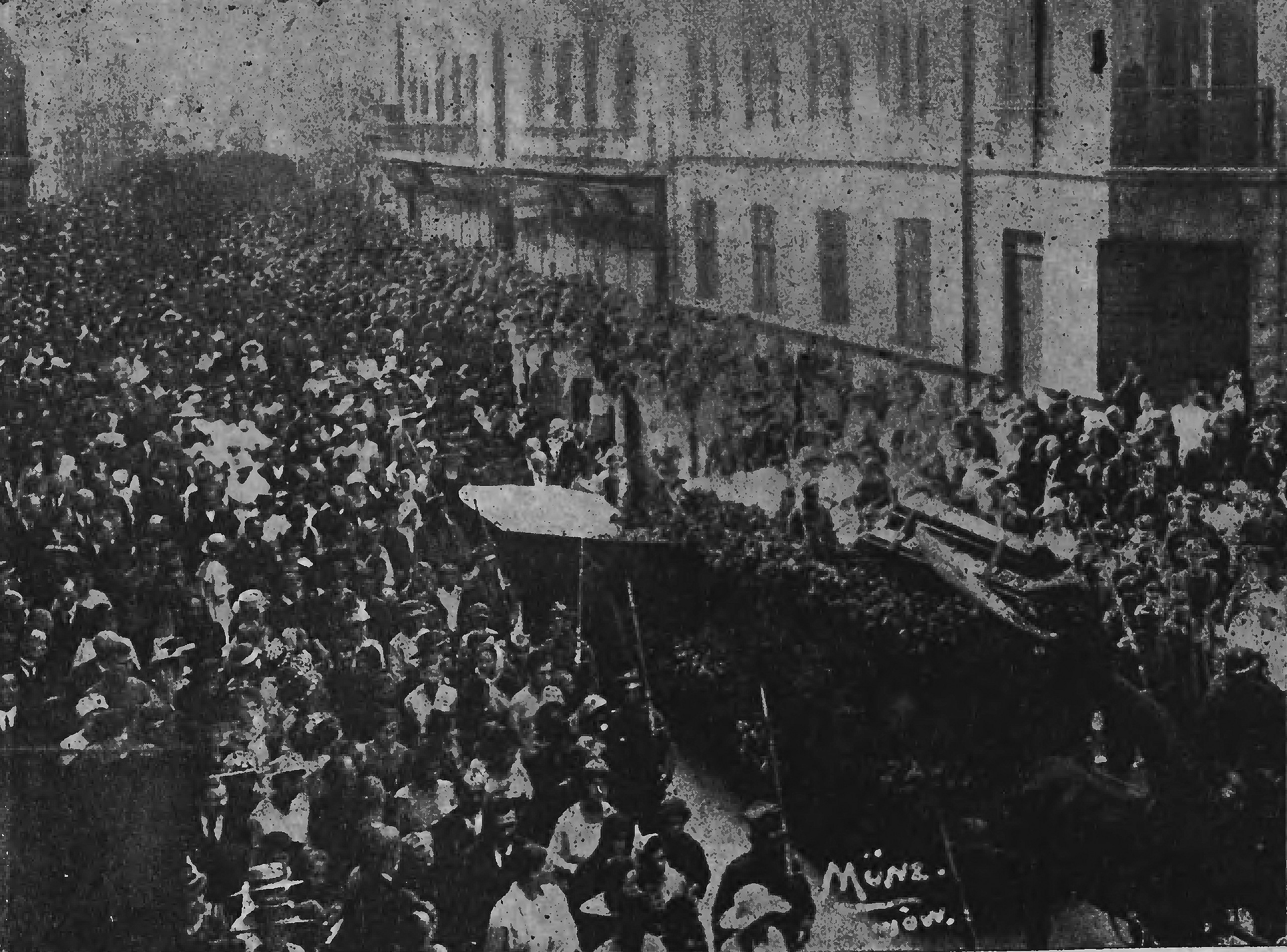
Pogrzeb Stefana Bastyra

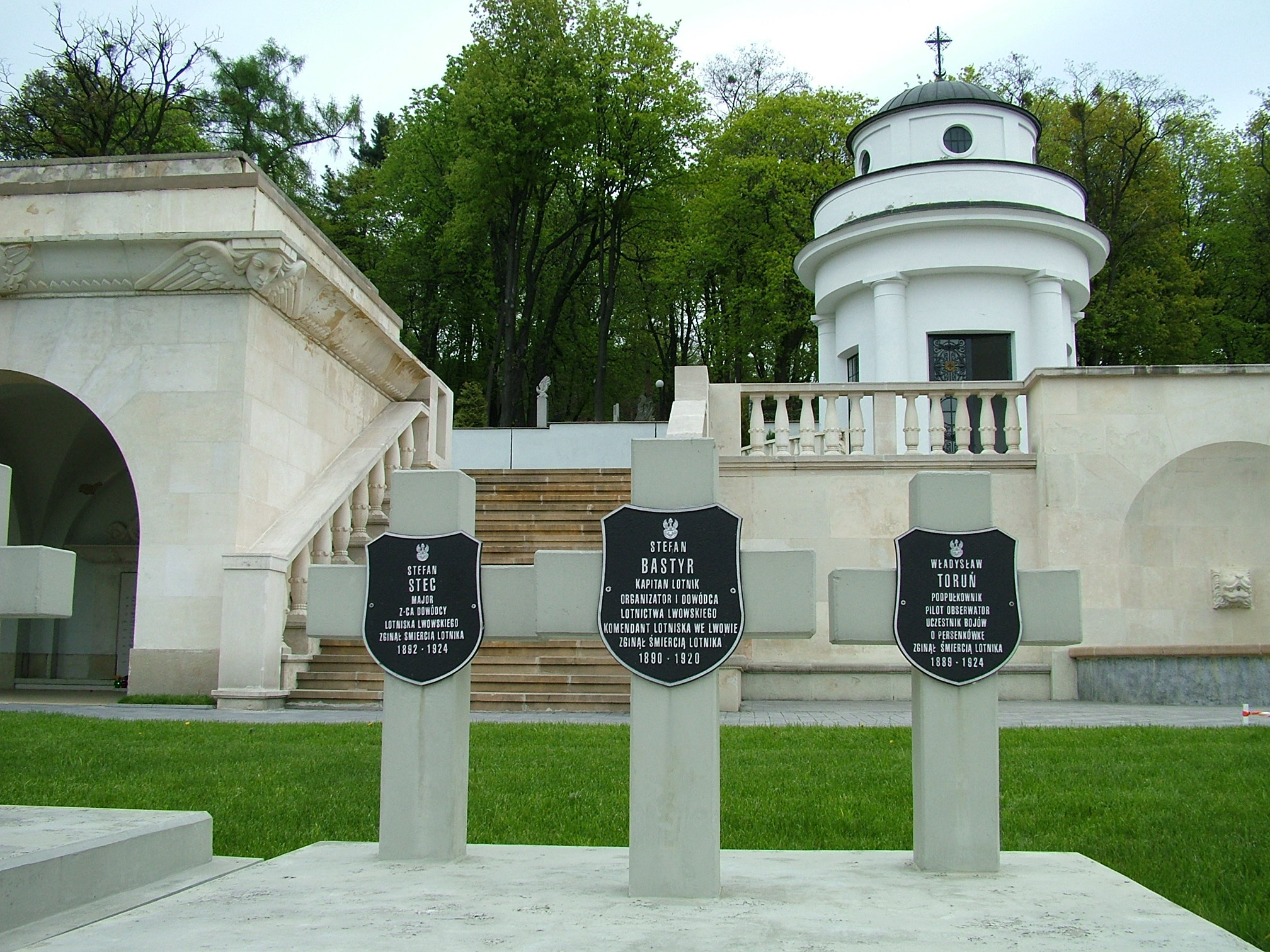
Symboliczny grób polskich lotników na Cmentarzu Obrońców Lwowa

Stefan Bastyr (ur. 17 sierpnia 1890 w Ulanowie, zm. 6 sierpnia 1920 we Lwowie) – kapitan pilot inżynier Wojska Polskiego, kawaler Orderu Virtuti Militari, wykonał pierwszy lot bojowy w niepodległej Polsce.

## Życiorys
Urodził się w Ulanowie (według danych austriackich w Oleśnie) w rodzinie Tomasza i Julii z Niemtusów. Ukończył Szkołę Realną w Tarnowie, po czym studia na Wydziale Budowy Maszyn Politechniki Lwowskiej. W 1913 brał udział w projekcie budowy samolotu ZASPL (Związku Awiatycznego Studentów Politechniki Lwowskiej). Projekt samolotu, opracowany przez inż. Władysława Kohmana-Floriańskiego, wzorowany był na francuskiej konstrukcji Farman IV. Prace nad budową samolotu przerwano z powodu użycia nieodpowiednich materiałów konstrukcyjnych.
Po wybuchu I wojny światowej w 1914 został powołany do c. i k. Armii. Walczył na froncie wschodnim. W drugiej połowie 1915 zgłosił się ochotniczo do służby w c. i k. lotnictwie i został skierowany do Szkoły Obserwatorów Lotniczych (Flosch) w Wiener Neustadt, którą ukończył w styczniu 1916. Następnie służył jako oficer techniczny i obserwator na samolotach rozpoznawczych w eskadrach (Fliegerkompagnie) Flik 10 (od 1 lutego 1916 do 12 października 1917 – front wschodni) i Flik 12D (od 21 grudnia 1917 do 4 kwietnia 1918 – front włoski). Po ukończeniu kursu pilotażu w Campoformido, służył jako pilot jednomiejscowych samolotów rozpoznawczych we Flik 37P (od 24 czerwca 1918 do października 1918 – front włoski). W tej ostatniej eskadrze obowiązki dowódcy pełnił por. rez. Stanisław Jasiński. Macierzystym oddziałem Bastyra był Pułk Artylerii Polowej Nr 27 (były Pułk Armat Polowych Nr 16). Na stopień podporucznika został mianowany ze starszeństwem z 1 stycznia 1916 w korpusie oficerów rezerwy artylerii polowej i górskiej.
W trakcie służby w lotnictwie austro-węgierskim wykonał około 100 lotów bojowych. Dokładna liczba jest niemożliwa do ustalenia ze względu na braki w dokumentacji z końcowego okresu wojny. Ostatni dokument, datowany 31 sierpnia 1918, określa jego łączną liczbę lotów bojowych na 98. Od 2 października 1918 przebywał na sześciotygodniowym urlopie, w związku z czym do ostatniej udokumentowanej liczby należy dodać (jeżeli były) loty bojowe wykonane we wrześniu 1918. Częstotliwość wykonywanych lotów we Flik 37P wskazuje, że może tutaj chodzić o 1 do 3 lotów bojowych.
Stoczył co najmniej 3 walki powietrzne z samolotami przeciwnika (4 czerwca 1916, 26 sierpnia 1916 i 25 listopada 1916). Odniósł co najmniej 1 zwycięstwo powietrzne – 4 czerwca 1916 podczas wykonywania swojego pierwszego lotu bojowego (dalekie rozpoznanie tyłów przeciwnika w rejonie Równe – Dubno) zmusił do lądowania, wraz z inną załogą Flik 10, rosyjski samolot rozpoznawczy typu Farman. Samolot przeciwnika lądował przymusowo ok. 35 km na południowy zachód od twierdzy Równe.
Stefan Bastyr ukończył wojnę w stopniu porucznika rezerwy (Oberleutnant i.d.Res.). Jego karta osobowa (wystawiona na nazwisko Stephan Bastyř), jak również nieliczne inne dokumenty związane z jego działalnością w austro-węgierskich siłach powietrznych (Luftfahrtruppe), znajdują się w wiedeńskim Archiwum Państwowym.
W październiku 1918 brał udział w opracowaniu planów opanowania lwowskiego lotniska Lewandówka. Gdy rozgorzały walki polsko-ukraińskie o Lwów, stanął na czele grupki polskich lotników przejmujących od wojskowych władz austriackich 2 listopada lotnisko Lewandówka (oprócz niego byli to obserwatorzy Janusz de Beaurain i Władysław Toruń, a 7 listopada do lotników lwowskich dołączył m.in. Stefan Stec). W ciągu następnych dni zabezpieczali oni lotnisko przed Ukraińcami i naprawiali kilka znajdujących się na nim samolotów. Por. Bastyr został mianowany komendantem lotniska przez Naczelnego Komendanta Obrony Lwowa Czesława Mączyńskiego, a następnie został dowódcą Lwowskiej Grupy Lotniczej.
5 listopada 1918 Stefan Bastyr wraz z por. obs. Januszem de Beaurain wykonali pierwszy lot bojowy lotnictwa niepodległej Polski (jeszcze przed oficjalnie przyjmowanym dniem odzyskania niepodległości 11 listopada). Z samolotu Hansa-Brandenburg C.I obrzucili bombami po 15 kg i ostrzelali ukraińskich żołnierzy wycofujących się na stację Persenkówka po próbie ataku na Dworzec Główny we Lwowie. Według innych źródeł, był to samolot Oeffag C.II ze składu II eskadry lotniczej. Kolejny lot bojowy (drugi polskiego lotnictwa) Bastyr odbył tego samego dnia z obserwatorem Władysławem Toruniem, a następne od 7 listopada.
8 listopada Bastyr wykonał pierwszy lot ze Lwowa do Krakowa w celu zorganizowania odsieczy dla Lwowa, następnie wykonał jeszcze kilka lotów łącznikowych. Cały czas uczestniczył też w lotach bojowych w celu rozpoznania lub bombardowania ukraińskich pozycji (w listopadzie, do zakończenia walk w samym Lwowie, wykonał aż 28 lotów bojowych – najwięcej spośród lwowskich pilotów).
W toku dalszych działań wojennych przeciw Ukraińcom, a następnie (w 1920) przeciw bolszewikom, Bastyr awansowany do stopnia kapitana był dowódcą III Grupy Lotniczej, przekształconej następnie w 3 dywizjon lotniczy. Objął ponadto stanowisko szefa lotnictwa 6 Armii.
Stefan Bastyr zginął 6 sierpnia 1920 w katastrofie lotniczej na lotnisku Lewandówka pod Lwowem, lecąc nowym jednoosobowym myśliwcem Fokker D.VII, który chciał wypróbować. Przyczyna wypadku nie została w pełni wyjaśniona, lecz prawdopodobnie było nią zasłabnięcie przy sterach z powodu choroby serca, na którą cierpiał on od pewnego czasu. Został pochowany na Cmentarzu Obrońców Lwowa w kwaterze dowódców, poniżej katakumb. W okresie Ukraińskiej SRR w trakcie profanacji i zrównywania z ziemią Cmentarza Obrońców Lwowa Maria Tereszczakówna (polska działaczka społeczna) wraz z grupą kilku innych osób, w celu ratowania szczątków polskich bohaterów pochowanych na tym cmentarzu przeniosła kilka ciał zasłużonych Polaków (oprócz Stefana Bastyra m.in. gen. Tadeusza Jordan-Rozwadowskiego, gen. Wacława Iwaszkiewicza-Rudoszańskiego, dowódcy obrony Lwowa z 1918 Czesława Mączyńskiego, arcybiskupa lwowskiego Józefa Teodorowicza, ks. Gerarda Szmyda, pozostałych twórców polskiego lotnictwa: Stefana Steca i Władysława Torunia) w inne miejsce pochówków, które w wyniku śmierci bezpośrednich świadków i wcześniejszego braku zainteresowania polskich instytucji do dziś pozostają nieznane (z wyjątkiem miejsca pochówku biskupa Teodorowicza i ks. Szmyda).

Za zasługi bojowe został pośmiertnie odznaczony m.in. Krzyżem Srebrny Orderu Wojskowego Virtuti Militari. We wniosku o nadanie tego odznaczenia mjr Cedric Faunt le Roy napisał:

Dnia 2 listopada 1918 roku zajmuje kpt. Bastyr w czasie inwazji ukraińskiej lotnisko we Lwowie. Organizuje Warsztaty [lotnicze], a potem Grupę lotniczą. Od tego czasu organizuje i przeprowadza, biorąc sam udział, wszystkie akcje lotnicze w obronie Lwowa, w walkach we Wschodniej Małopolsce, Ukrainie i ostatnim odwrocie. W walkach o obronę Lwowa: pod Barszczowicami, Obroszynem, Stawczanami, Sichowem, Chodorowem przez brawurowe ataki drużyn lotniczych, które prowadzi, przez bombardowanie skuteczne nieprzyjacielskich obiektów, ostrzeliwanie piechoty z bardzo małej wysokości, przerywanie komunikacji nieprzyjacielowi w wielkiej mierze przyczynia się do sukcesów oręża polskiego. W walkach we wschodniej Małopolsce: lotami wywiadowczymi przeprowadzonymi nadzwyczaj umiejętnie daje cenny materiał wywiadowczy, który zyskuje uznanie sztabu 5-ej Dywizji, jak też Dowództwa Frontu. W walkach na Ukrainie: przeprowadza ataki na pociągi pancerne, zdobywa je, niszcząc za nimi tory. Jeden z pierwszych donosi o nagromadzeniu się kawalerii nieprzyjacielskiej (Budionnego). W odwrocie przeprowadza cały materiał lotniczy niezniszczony, bez uszczerbku dla wydajności bojowej. Niszcząc komunikację, jak też niepokojąc ciągle wroga lotami drużynowymi, przeszkadza nieprzyjacielowi w jego pochodzie. W ostatnich walkach pod Brodami, Stanisławczykiem odznacza się, prowadząc drużyny lotnicze, rozbijające kawalerię Budionnego. […] Za bezprzykładną odwagę w boju, niezmordowaną pracę, jako organizatora i wybitnego technika awiatycznego, jednego z najzasłużeńszych oficerów WP wniosek ten przedkłada się.

## Upamiętnienie
- Władze Politechniki Lwowskiej zaplanowany na październik 1923 odsłonięcie tablicy pamiątkowej z nazwiskami studentów uczelni poległych w walkach o niepodległość 1918-1921; wśród upamiętnionych był Stefan Bastyr[14].
- W 1929 Lwowski Okręg Wojewódzki Ligi Obrony Powietrznej i Przeciwgazowej ustanowił Konkurs Modeli Latających i Redukcyjnych o Puchar im. kpt. pil. Stefana Bastyra[15][16].
- W 1937 imię Stefana Bastyra przyjęto do nazwy Koła Nr. 1 Związku Rezerwistów we Lwowie[17].
- W 2018 w Szkole Podstawowej nr 1 w Mielcu wmurowano tablicę pamiątkową poświęconą Stefanowi Bastyrowi[18].
- W 2020 imię Stefana Bastyra nadano rondu znajdującemu się na skrzyżowaniu ulic Wojska Polskiego, Partyzantów i Kwiatkowskiego w Mielcu[19].

## Ordery i odznaczenia
- Krzyż Srebrny Orderu Wojskowego Virtuti Militari nr 2930[20][1][11] – pośmiertnie, 10 sierpnia 1922[21] (dekoracja 17 kwietnia 1921 we Lwowie przez gen. broni Tadeusza Rozwadowskiego)[22]
- Krzyż Kawalerski Orderu Odrodzenia Polski – pośmiertnie[13]
- Krzyż Niepodległości – pośmiertnie (4 listopada 1933)[23][24]
- Krzyż Walecznych – czterokrotnie[1]
- Krzyż Obrony Lwowa[1]
- Odznaka pamiątkowa „Orlęta”[25]
- Polowa Odznaka Pilota – pośmiertnie 11 listopada 1928 roku „za loty bojowe nad nieprzyjacielem w czasie wojny 1918–1920”[26]
- Krzyż Zasługi Wojskowej 3 klasy z dekoracją wojenną i mieczami[27]
- Signum Laudis Brązowy Medal Zasługi Wojskowej z mieczami na wstążce Krzyża Zasługi Wojskowej[27]
- Srebrny Medal Waleczności 2 klasy[27]